# Láni Gergely
Láni Gergely (Mosóc, ? – Breznóbánya, 1651. augusztus 19.) a Bányai evangélikus egyházkerület püspöke 1635-től haláláig.

## Élete
Láni Illés püspök fia és Láni Izsák, Dániel és Zakariás testvére. Rajecből (Trencsén megye) származott, és 1616. május 6-án iratkozott be a wittenbergi egyetemre, ahol magiszteri fokozatig jutott. Hazájába visszatérve a biccsei iskola rektora lett, majd 1620-ban Árva várában hitszónok. Később a báni iskola igazgatója; azután Rajeczen, 1635 körül Zólyomban és 1651-ig Breznóbányán volt prédikátor.

## Művei
- Decas Selectarum Philosophicarum Quaestionum Quam Divina adspirante Gratia Praeside M. Georgio Gutkio Coloniensi Marchico, Facultatis Philosophicae Adjuncto, In illustri Witebergensi Academia Defendendam suscipiet ... Ad diem 13. Novembris. Wittebergae, M.DC.XVI.
- ezen kívül üdvözlő verseket írt Lani Daniel, Quaestionum Illustrim Decales Duae ... Wittebergae, 1628. és Hadikius, Jonas, Brevis & manuductoria Demonstratio ... ugyanott, 1629. című művekbe.